# Luciano Asley Rocha Carlos
Luciano Asley Rocha Carlos (* 19. Juni 1977) ist ein ehemaliger brasilianischer Fußballspieler.

## Karriere
Im Mai 2000 unterschrieb er einen Vertrag beim japanischen Zweitligisten Ōita Trinita. Für den Verein bestritt er sieben Zweitligaspiele und schoss dabei ein Tor. Im Juli 2000 wechselte er zu Sagan Tosu. Für Tosu bestritt er 15 Zweitligaspiele und schoss dabei neun Tore. Im August 2001 unterschrieb er einen Vertrag bei Ōita Trinita.